# Падаю в небеса…
«Падаю в небеса…» — девятнадцатый студийный альбом Валерия Леонтьева. Был издан в 2005 году.
В альбом вошли новые хиты «Ягодка», «Гюльчатай», «Улетаю», «Корабли», «Падаю в небеса» и «Фотомодель», полюбившиеся публике по концертам «Свеча горела» и «Бродяга», а также «Назови меня» и «Дежа вю» и «Исповедь», вышедшая в 1994 году (тогда же она стала хитом «Рождественских встреч», которые проводились на даче у Леонтьева).

## Список композиций
| №   | Название         | Текст песни   | Музыка        | Длительность |
| --- | ---------------- | ------------- | ------------- | ------------ |
| 1.  | «Падаю в небеса» | Соколова Л.   | Корнилов С.   | 4:10         |
| 2.  | «Назови меня»    | Баладжаров Ю. | Евзеров В.    | 3:18         |
| 3.  | «Бродяга»        | Поперечный А. | Морозов А.    | 5:11         |
| 4.  | «Корабли»        | Старостина Ю. | Донская Ю.    | 3:41         |
| 5.  | «Исповедь»       | Зиновьев Н.   | Гарнизов А.   | 5:22         |
| 6.  | «Улетаю»         | Шемякова М.   | Евзеров В.    | 3:42         |
| 7.  | «Фотомодель»     | Муравьёв Е.   | Гарнизов А.   | 3:54         |
| 8.  | «Гюльчатай»      | Сашин С.      | Брейтбург К.  | 3:07         |
| 9.  | «Свеча горела»   | Пастернак Б.  | Евзеров В.    | 4:00         |
| 10. | «Дежавю»         | Чернавский Ю. | Чернавский Ю. | 3:56         |
| 11. | «Ягодка»         | Денисов Н.    | Евзеров В.    | 3:53         |

## Участники записи
- Мастеринг: А.Белоусов
- Аранжировщики: А.Хватский, Ю.Чернавский, К.Брейтбург, А.Гарнизов, И.Тян, В.Разумовский, Е.Щукин, С.Корнилов
- Фото: О.Фомина
- Художник: О.Алисовa

## Критика
Обозреватель InterMedia Рита Скитер отметила: «На банально оформленном диске „Падаю в небеса“ Леонтьев предстаёт разнообразным — несмотря на строгие рамки избранного жанра, он успевает показать и сильный вокал, и драматические вздохи, и грусть, и бесшабашность. Заглавная композиция, открывающая альбом, правда, с первых же слов пугает каким-то неестественным акцентом Леонтьева, навевающим мысли на его неизбежную окончательную эмиграцию к жене в Майами. Однако затем он начинает петь нормально».